# الشركس في إسرائيل

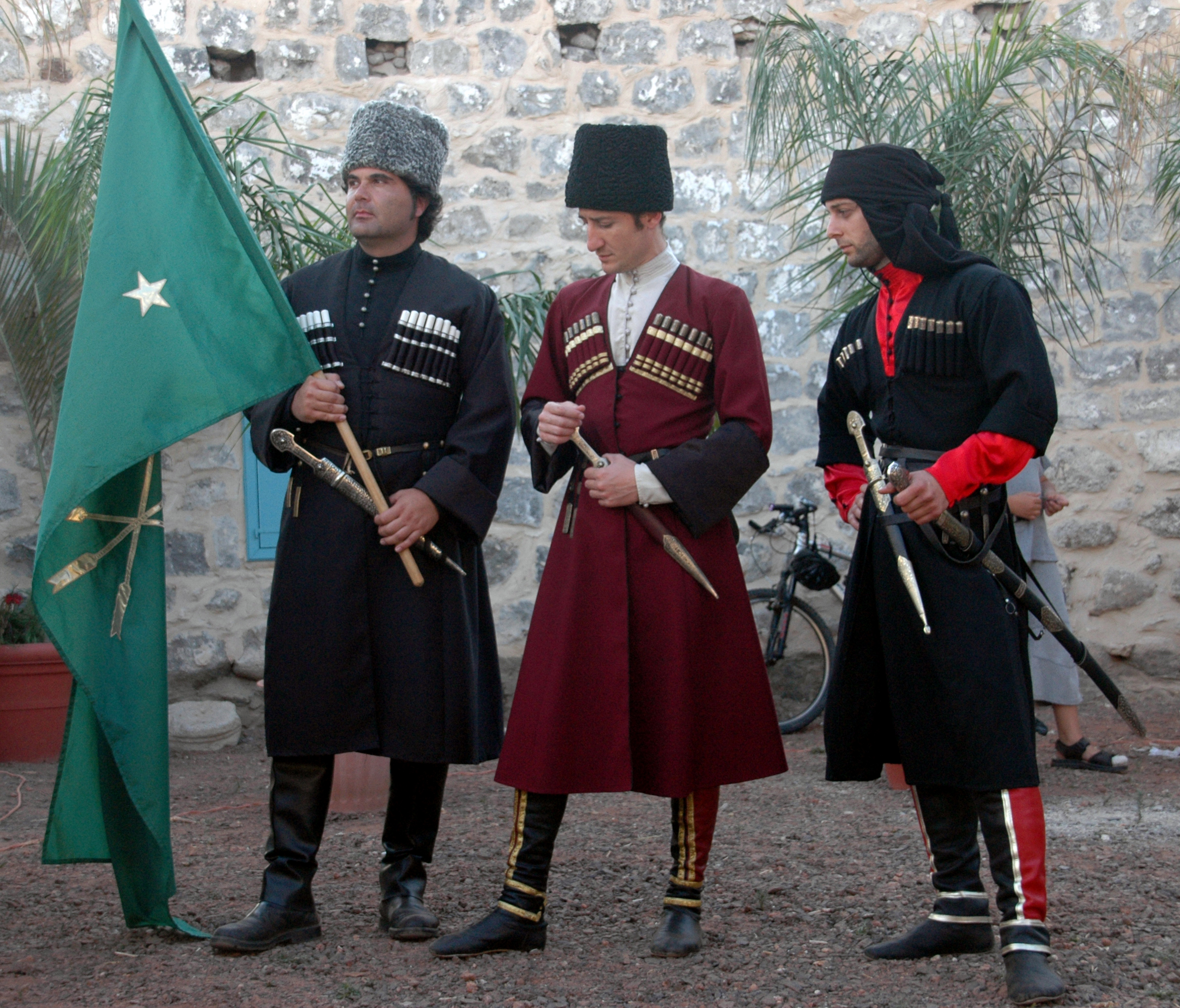
أشخاص شركسيون في كفر كنا.

الشركس في إسرائيل هم من المسلمين السنة؛ ويوجد في إسرائيل نحو 4,000 شركسي، يسكنون في قريتين هما كفر كما والريحانية. وصل الشراكسة إلى الشرق الأوسط بعدما هُجّروا قسرًا من وطنهم في شمال القوقاز. وقد أنشأ الشركس قرية الريحانية في عام 1873، وقرية كفر كما في عام 1876.
كما هو الحال مع اليهود والموحدون الدروز الإسرائيليين الذين يعيشون في «دولة» إسرائيل (لا ينطبق هذا القانون بالنسبة للسكان الدروز السوريين الذين يعيشون في مرتفعات الجولان) فإنه ومنذ عام 1958 على جميع الشراكسة الذكور (بناء على طلب زعيمهم) تأدية الخدمة الإلزامية العسكرية عند بلوغ سن الرشد، بينما تعفى النساء من ذلك. يعمل العديد من الشركس في إسرائيل في قوات الأمن الإسرائيلية، بما في ذلك الشرطة الإسرائيلية وحرس الحدود وقوات الدفاع، والشرطة ومصلحة السجون الإسرائيلية. النسبة المئوية من مجندي الجيش في أوساط المجتمع الشركسي في إسرائيل مرتفع بشكل خاص.
في الوقت الحاضر، المجتمع الشركسي في إسرائيل مندمج بشكل جيد في المجتمع الإسرائيلي، ويتحدث الأديغة (بالإضافة إلى تعلم العبرية والعربية والإنجليزية في المدرسة الابتدائية).